# Durnești
Durnești est une commune du județ de Botoșani en Roumanie.